# Velika nagrada Pacifika 1995
Velika nagrada Pacifika 1995 (uradno II Pacific Grand Prix) je bila petnajsta dirka Svetovnega prvenstva Formule 1 v sezoni 1995. Odvijala se je 22. oktobra 1995 na dirkališču TI Circuit pri Aidi. Na dirki, ki je bila dolga triinosemdeset krogov, je zmagal Michael Schumacher z Benettonom iz tretjega štartnega položaja. David Coulthard, ki je štartal iz najboljšega štartnega položaja, je bil z Williamsom drugi, Damon Hill v drugem Williamsu pa tretji. Zmaga je Schumacherju že zagotovila svoj drugi dirkaški naslov prvaka, saj ga Hill po točkah na preostalih dveh dirkah ni več mogel prehiteti.
Hill je štartal v prvi vrsti ob Coulthardu in je bil pod velikim pritiskom britanskih medijev, da v dirkaških dvobojih ni bil dovolj agresiven. Schumacher je poskušal v prvem ovinku prehiteti Hilla po zunanji strani, toda zaprl ga je, med tem pa je oba po notranji strani ovinka prehitel Jean Alesi s Ferrarijem in prevzel drugo mesto. Hill je s tem padel na tretje mesto, Schumacher pa na peto, kajti prehitel ga je še Gerhard Berger. Schumacher je uspel Alesija in Hilla prehiteti med prvimi od treh postankov v boksih. Z novimi pnevmatikami brez profila se je uspel približati Coulthardu, ki je bil na taktiki dveh postankov. Po Coulthardevem drugem postanku, je Schumacherju uspelo privoziti enaindvajsetsekundno prednost z dve sekundi hitrejšimi časi krogov od Coultharda, tako da je po svojem tretjem in zadnjem postanku ostal v vodstvu in zmagal.

## Poročilo

### Pred dirko
Dirka je bila prvotno načrtovana kot tretja dirka sezone 1995, ki naj bi potekala 16. aprila 1995, a je bila zaradi potresa prestavljena na oktober, saj je bila lokalna infrastruktura močno poškodovana. Pred petnajsto dirko sezone, je Benettonov dirkač Michael Schumacher vodil v dirkaškem prvenstvu z dvainosemdesetimi točkami, drugouvrščeni Williamsov dirkač Damon Hill pa jih je imel petinpetdeset, sedemindvajset manj od vodilnega Schumacherja. Do konca sezone je bilo na treh dirkah moč zbrati največ trideset točk, tako da je imel Hill še nekaj možnosti za naslov. Schumacher je potreboval četrto mesto na dirki ob zmagi Hilla, da bi si že zagotovil naslov prvaka, kajti Schumacher bi imel tako več kot dvajset točk prednosti dve dirki pred koncem. Drugi Williamsov dirkač, David Coulthard, je bil tretji v dirkaškem prvenstvu s triinštiridesetimi točkami, Johnny Herbert in Jean Alesi pa sta jih imela po štirideset. V konstruktorskem prvenstvu je vodil Benetton s stodvanajstimi točkami pred Williamsom, ki je dosegel dvaindevetdeset prvenstvenih točk, do konca sezone pa je bilo možno doseči največ oseminštirideset točk. V dveh tednih pred dirko je bil Hill deležen velikih kritik s strani britanskih medijev, da ni bil dovolj agresiven na dirki za Veliko nagrado Evrope v dvoboju s Schumacherjem.

»Damon mora napraviti dve stvari. Prvič se mora ponovno uveljaviti kot prvi Williamsov dirkač za naslednjo sezono, da bo dobil polno podporo moštva. Drugič pa se mora ponovno uveljaviti kot dirkač. Morda mora za to kdaj izgubiti tudi prednje kolo ob trku.«

Martin Brundle o Hillu
Schumacher, Hillov največji nasprotnik v boju za dirkaški naslov prvaka, je povedal, da je Hill nekajkrat preveč previdno poskušal z napadom, zaradi česar je zašel v težave. Pripombe so bile v povezavi z več besednimi dvoboji med Hillom in Schumacherjem na prejšnjih dirkaških sestankih, najhujši se je zgodil na dirki za Veliko nagrado Belgije, kjer je Hill obtožil Schumacherja, da ga je ta blokiral. Na sestanku motošportnega sveta FIA 19. oktobra so se odločili proti dodatnim dirkaškim pravilom. Vodilni možje Formule 1 so po več incidentih med Hillom in Schumacherjem poudarili, da so športna pravila dovolj, saj določajo, da dirkač lahko prosto dirka, dokler namerno ne ogroža drugih dirkačev ali večkrat zapored na ravnini ne zapira drugih dirkačev.
Zaradi karakteristik dirkališča je bilo moštvo Williams s svojim dirkalnikom Williams FW17 glavni favorit za dirko, saj naj bi imel zaradi večjega števila hitrih ovinkov prednost pred Benettonom. V želji, da bi nadomestili zaostanek za Williamsom, je Benetton za to dirko spremenil geometrijo zadnjega krilca svojega dirkalnika Benetton B195.
Pred to dirko je prišlo do kar petih sprememb med dirkači. Martina Brundla, ki je od desete dirke sezone za Veliko nagrado Nemčije dirkal v Ligierovem moštvu, je zamenjal Aguri Suzuki. Jan Magnussen je v McLarnu zamenjal Miko Häkkinena, ki je moral na operacijo slepiča. Ukjo Katajama se je vrnil v moštvo Tyrrell po tem, ko je dirko za Veliko nagrado Evrope izpustil zaradi posledic nesreče na dirki za Veliko nagrado Portugalske. Gianni Morbidelli se je vrnil v moštvo Footwork namesto Maxa Papisa, v Pacific pa se je vrnil Bertrand Gachot namesto Jean-Denisa Délétraza, oba sta dirkala že na začetku sezone.

### Prosti trening in kvalifikacije
»Naš načrt je bil, da opravim svoj zadnji poskus, če bi Michael izboljšal svoj čas. Toda vse se je dogajalo tako blizu konca treninga, da sem moral v vsakem primeru zapeljati na stezo, saj ni bilo časa, da bi čakal, kako hitro je odpeljal Michael, ter nato morda zapeljal na stezo."

David Coulthard o treningu
Prosti trening za dirko je potekal v dveh delih, v petek in soboto zjutraj, obakrat po uro in petinštirideset minut in na suhi stezi. Schumacher je prvi dan prostega treninga postavil najhitrejši čas 1:16,057, s čimer je bil tri desetinke sekunde hitrejši od Williamsovih dirkačev, Hilla in Coultharda, ki sta bila drugi in tretji. Ferrarijeva dirkača, Gerhard Berger in Jean Alesi, sta bila četrti in peti, šesti čas pa je postavil Mark Blundell z McLarnom. Drugi dan prostega treninga je bil najhitrejši Coulthard s časom 1:15,730, njegov moštveni kolega Hill pa je bil s tremi desetinkami sekunde zaostanka drugi. Eddie Irvine z Jordanom je bil četrti in se je uvrstil med oba Ferrarijeva dirkača, tretjeuvrščenega Alesija in petouvrščenega Bergerja. Benettonova dirkača sta bila šesti in sedmi, Schumacher pred Herbertom, Sauberjeva dirkača, Heinz-Harald Frentzen in Jean-Christophe Boullion, sta bila osmi in deveti, deseti čas pa je postavil Rubens Barrichello v drugem Jordanu.
Kvalifikacije so potekale v dveh enournih delih, v petek in soboto popoldne. Za štartno vrsto je štel najhitrejši čas dirkača, ki ga je dosegel na prvem ali drugem delu kvalifikacij. Coulthard je z Williamsom dosegel že svoj četrti zaporedni najboljši štartni položaj s časom 1:14,013. V prvo vrsto se je uvrstil tudi njegov moštveni kolega Hill, ki je zaostal za dve desetinki sekunde. Schumacher je osvojil tretje mesto in je bil preko kvalifikacij vse bližje Williamsovima dirkačema s postopnim manjšanjem upora krilc na svojem dirkalniku. V svojem zadnjem poskusu v zadnjih minutah treninga je prisilil Coultharda, da je zapeljal na stezo in pokril njegov napad, pri tem pa je Coulthard obrabil dodaten komplet pnevmatik brez profila. Pravila so dovoljevala uporabo sedmih kompletov pnevmatik za suho stezo, Coulthardu sta za dirko ostala dva kompleta, Schumacherju pa trije. Hill, ki je bil zaskrbljen zaradi štarta na umazani strani steze, je tudi imel le dva kompleta pnevmatik za dirko.
Berger je osvojil četrto štartno mesto, kljub temu da je proti koncu drugega dela kvalifikacij zletel s steze na pesek. Njegov moštveni kolega pri Ferrariju, Alesi, je bil peti, Irvine pa šesti. Novinec Magnussen je osvojil dvanajsto štartno mesto, le dve mesti za moštvenim kolego Blundellom, po kvalifikacijah brez napake. Povratniki v Formulo 1, Suzuki, Katajama, Morbidelli in Gachot, so osvojili trinajsto, sedemnajsto, devetnajsto in štiriindvajseto štartno mesto, prvega in zadnjega dirkača pa je na kvalifikacijah ločilo 7,392 sekunde.

### Dirka
Na dan dirke je bila steza suha, temperatura zraka je bila 21 °C. V nedeljo so se dirkači prvič podali na stezo ob 9:30 po lokalnem času za polurno ogrevanje pred dirko. Oba Williamsova dirkača sta ohranila formo s kvalifikacij, saj je bil najhitrejši Coulthard s časom 1:16,831, medtem ko je bil Hill tretji. Med njiju se je uvrstil Boullion, četrti pa je bil Olivier Panis z Ligierom osem desetink sekunde za Coulthardom. Hill je z rezervnim Williamsovim dirkalnikom večkrat peljal po notranji strani štartno-ciljne ravnine, da bi nekoliko očistil stezo okoli njegovega štartnega mesta. Schumacher je bil osmi, kljub temu da je zletel s steze in poškodoval svoj dirkalnik.
Štart dirke je bil ob 14:00 po lokalnem času. Coulthard je z najboljšega štartnega položaja povedel, Hill pa je štartal slabše. Schumacher je ob zaviranju za prvi ovinek napadel Hilla, toda le-ta ga je zaprl. Pri tem sta oba dirkača zapeljala z idealne linije, zato je Alesi prevzel drugo mesto. Ob koncu prvega kroga je imel vodilni Coulthard že 2,8 sekunde prednosti pred Alesijem, Hill je zaostajal še tri desetinke sekunde, Berger pa je prehitel Schumacherja in se s tem prebil na četrto mesto. Bertrand Gachot je kot prvi dirkač ostopil v drugem krogu zaradi okvare menjalnika. Kmalu za tem pa se je podobno pripetilo še Suzukiju in Boullionu, ki sta oba zletela s steze in obtičala v pesku. Boullion je za svoje vrtenje obtožil Minardijevega dirkača Pedra Lamyja, ki naj bi pred njim večkrat v kratkem času spremenil smer na ravnini. V petem krogu je Schumacher prehitel Bergerja in začel loviti tretjeuvrščenega Hilla, ki je bil še vedno tik za Alesijem. Schumacher je v enajstem krogu v zanki poskušal prehiteti Hilla, ki pa ga je zaprl. Medtem ko je Alesi zadrževal Hilla in Schumacherja, je lahko vodilni Coulthard v prvih osmih krogih vozil sekundo na krog hitreje od konkurentov. V osemnajstem krogu je imel vodilni štirinajst sekund prednosti in se mu je že nasmihala zmaga.
Alesi, Hill in Schumacher so v osemnajstem krogu zapeljali na svoj prvi postanek v bokse, vsi so bili na taktiki treh postankov. Benettonovi mehaniki so bili pri tem najhitrejši in Schumacher je iz boksov zapeljal pred Alesijem in Hillom, katerega postanek je zaradi težave s snemanjem cevi za dolivanje goriva trajal skoraj dvakrat dlje kot Schumacherjev. Schumacher se je na stezo vrnil na četrto mesto, pred njim so bili še Coulthard, Berger in Herbert, Alesi se je vrnil na sedmo mesto še za Irvina, Hill pa šele na deseto mesto še za Frentzna in Blundella. Medtem ko so počasnejši dirkači, ki so bili na taktiki dveh postankov boksih, zadrževali Alesija in Hilla, je lahko Schumacher vozil hitro in lovil Coultharda. Krog kasneje je na postanek zapeljal Blundell, Hill pa je v dvaindvajsetem krogu uspel prehiteti Frentzna. Krog kasneje je Alesi prehitel Irvina v zanki, kar je želel izkoristiti tudi Hill, toda s svojim prednjim krilcem je zadel v zadnji del Irvinovega Jordana in rahlo poškodoval svoje krilce. Irvine je na postanek v bokse zapeljal v petindvajsetem krogu, s čimer je omogočil Hillu, da je začel loviti Alesija. Coulthard je bil podobno kot Hill na taktiki treh postankov, toda moštvo se je v začetnem delu odločilo, da pusti Coultharda šest krogov dlje na stezi, mu ob postanku v štiriindvajsetem krogu nalije nekaj več goriva in s tem spremeni taktiko na le dva postanka. Zaradi manjše količine goriva, je Schumacher lahko konstantno vozil hitreje od Coultharda.
Schumacher je svoj drugi postanek v boksih opravil v osemintridesetem krogu, na stezo se je vrnil na tretje mesto tik pred Alesija in z več kot dvajsetsekundnim zaostankom za Coulthardom. Takoj je začel postavljati najhitrejše kroge in ponovno loviti vodilnega. Hill je uspel Alesija prehiteti med postanki v boksih, ki sta jih opravila v osemintridesetem in devetintridesetem krogu. V petinštiridesetem krogu je Alesija prehitel še moštveni kolega Berger v zanki. Coulthard je svoj drugi in zadnji postanek v boksih opravil v devetinštiridesetem krogu, na stezo se je vrnil s štirinajstsekundnim zaostankom za Schumacherjem, ki je še povečeval svojo prednosti. Coulthard ni mogel v popolnosti izkoristiti novih pnevmatik tudi zaradi težav s prehitevanjem zaostalih dirkačev za krog. Schumacher je svoj tretji in zadnji postanek opravil v šestdesetem krogu, ko je imel enaindvajset sekund prednosti pred Coulthardom, kar je zadostovalo, da je tudi po opravljenem postanku ostal v vodstvu. Do konca dirke se je ta prednost še povečala na petnajst sekund in Schumacher je po triinosemdesetih krogih dosegel svojo osmo zmago sezone s časom 1:48:49,972. Ta zmaga mu je tudi že zagotovila svoj drugi dirkaški naslov prvaka, saj ga Hill na preostalih dveh dirkah ni več mogel prehiteti. S tem je postal najmlajši dvakratni prvak v zgodovini Formule 1. Coulthard je z Williamsom osvojil drugo mesto, njegov moštveni kolega Hill pa je bil tretji. Ferrarijeva dirkača, Berger in Alesi, sta bila četrti in peti že z zaostankom kroga. Berger je imel v zadnjem delu dirke težave z motorjem. Herbert je v drugem Benettonu osvojil šesto mesto, sledili so mu Frentzen, Panis in Blundell. Skozi celotno dirko sta se Barrichello in Magnussen borila za deseto mesto, Magnussen je bil spredaj do sedemintridesetega kroga, ko ga je prehitel Barrichello, ki pa je odstopil v sedeminšestdesetem krogu zaradi okvare motorja. Revija Autocourse je Magnussenovo prvo dirko opisala kot zelo zrelo. Po dobri predstavi na kvalifikacijah je Irvine držal osmo mesto, toda po nenačrtovanem postanku enajst krogov pred koncem je padel na enajsto mesto. Odstopov je bilo relativno malo, saj je dirko končalo sedemnajst dirkačev od štiriindvajsetih.

### Po dirki
Po dirki so iz Benettona sporočili, da je imel Schumacher težave z menjalnikom po svojem zadnjem postanku, posebej pri prestavljanju navzdol, in da je imel srečo, da je sploh lahko odpeljal zadnji krog, saj se je aktiviralo več opozorilnih indikatorjev na volanu. Schumacher je pohvalil svoje mehanike, ki da so opravili perfektno delo ob prvem postanku, ko se je na stezo vrnil pred Alesijem in Hillom. Povedal je še, da še ni videl ekipe s takšnimi taktičnimi sposobnostmi in da je bila to sezona brez napake. Po izstopu iz dirkalnikov sta se Schumacher in Hill ponovno sporekla, kot že na dirki za Veliko nagrado Belgije, glede sprejemljivega zapiranja okoli incidenta v prvem ovinku prvega kroga. Schumacher je Hillu povedal, da se mu njegovo dirkanje na tej dirki ni zdelo primerno, predvsem zapiranje v prvem in enajstem krogu. Hill je to zavrnil in še povedal, da so vodilni možje Formule 1 poudarili, da lahko dirkači prosto dirkajo, dokler namerno ne ogrožajo ostalih, in da je sam počel prav to. Ob tem pa še, da je v tej sezoni kot dirkač napredoval in na tem lahko gradi za prihodnjo sezono.
Kljub Hillovim komentarjem se je kritika s strani britanskih medijev nanj nadaljevala, pojavile so se govorice, da naj bi ga v Williamsu za sezono 1996 zamenjal Heinz-Harald Frentzen. Tem govoricam navkljub, pa je Williamsov šef, Frank Williams, Hillu izrazil svojo polno podporo pred naslednjo dirko. Schumacher je po nekaj dneh in ogledu posnetka incidentov nekoliko omehčal svoj pogled na Hillovi zapiranji.
V intervjuju je drugouvrščeni Coulthard razkril, da je bila odločitev o spremembi taktike iz treh na dva postanka njegova odločitev, saj je sam povedal mehanikom, naj odložijo prvi postanek. Kasneje je povedal, da bi bilo bolje, da bi ostal na prvotni taktiki in da bi si želel nekoga drugega kriviti za to odločitev, a ne more, ker si je sam kriv. To je bila druga in zadnja dirka na dirkališču TI Circuit in pod imenom Velika nagrada Pacifika zaradi neprofitabilnosti dirke.

## Rezultati

### Kvalifikacije
| Poz   | Št | Dirkač                   | Konstruktor        | 1. del   | 2. del   | Zaostanek |
| ----- | -- | ------------------------ | ------------------ | -------- | -------- | --------- |
| 1     | 6  | David Coulthard          | Williams-Renault   | 1:14,182 | 1:14,013 | —         |
| 2     | 5  | Damon Hill               | Williams-Renault   | 1:14,289 | 1:14,213 | +0,200    |
| 3     | 1  | Michael Schumacher       | Benetton-Renault   | 1:14,524 | 1:14,284 | +0,271    |
| 4     | 27 | Jean Alesi               | Ferrari            | 1:14,919 | 1:15,131 | +0,906    |
| 5     | 28 | Gerhard Berger           | Ferrari            | 1:14,974 | 1:15,125 | +0,961    |
| 6     | 15 | Eddie Irvine             | Jordan-Peugeot     | 1:15,696 | 1:15,354 | +1,341    |
| 7     | 2  | Johnny Herbert           | Benetton-Renault   | 1:15,561 | 1:15,556 | +1,543    |
| 8     | 30 | Heinz-Harald Frentzen    | Sauber-Ford        | 1:15,942 | 1:15,561 | +1,548    |
| 9     | 26 | Olivier Panis            | Ligier-Mugen-Honda | 1:17,071 | 1:15,621 | +1,608    |
| 10    | 7  | Mark Blundell            | McLaren-Mercedes   | 1:15,652 | 1:16,166 | +1,639    |
| 11    | 14 | Rubens Barrichello       | Jordan-Peugeot     | 1:16,263 | 1:15,774 | +1,761    |
| 12    | 8  | Jan Magnussen            | McLaren-Mercedes   | 1:16,339 | 1:16,368 | +2,326    |
| 13    | 25 | Aguri Suzuki             | Ligier-Mugen-Honda | 1:17,019 | 1:16,519 | +2,506    |
| 14    | 23 | Pedro Lamy               | Minardi-Ford       | 1:17,224 | 1:16,596 | +2,583    |
| 15    | 29 | Jean-Christophe Boullion | Sauber-Ford        | 1:16,646 | 1:23,791 | +2,633    |
| 16    | 24 | Luca Badoer              | Minardi-Ford       | 1:17,612 | 1:16,887 | +2,874    |
| 17    | 3  | Ukjo Katajama            | Tyrrell-Yamaha     | 1:17,265 | 1:17,014 | +3,001    |
| 18    | 4  | Mika Salo                | Tyrrell-Yamaha     | 1:17,213 | 1:17,235 | +3,200    |
| 19    | 9  | Gianni Morbidelli        | Footwork-Hart      | 1:18,288 | 1:18,114 | +4,101    |
| 20    | 10 | Taki Inoue               | Footwork-Hart      | 1:19,471 | 1:18,212 | +4,199    |
| 21    | 21 | Pedro Diniz              | Forti-Ford         | 1:20,555 | 1:19,579 | +5,566    |
| 22    | 22 | Roberto Moreno           | Forti-Ford         | 1:19,745 | 1:19,779 | +5,732    |
| 23    | 17 | Andrea Montermini        | Pacific-Ilmor      | 1:22,096 | 1:20,093 | +6,080    |
| 24    | 16 | Bertrand Gachot          | Pacific-Ilmor      | 1:22,710 | 1:21,405 | +7,392    |
| Vir:' |    |                          |                    |          |          |           |

### Dirka
| Poz  | Št | Dirkač                   | Konstruktor        | Krogi | Čas/Odstop  | Št. m. | Toč |
| ---- | -- | ------------------------ | ------------------ | ----- | ----------- | ------ | --- |
| 1    | 1  | Michael Schumacher       | Benetton-Renault   | 83    | 1:48:49,972 | 3      | 10  |
| 2    | 6  | David Coulthard          | Williams-Renault   | 83    | + 14,920 s  | 1      | 6   |
| 3    | 5  | Damon Hill               | Williams-Renault   | 83    | + 48,333 s  | 2      | 4   |
| 4    | 28 | Gerhard Berger           | Ferrari            | 82    | +1 krog     | 5      | 3   |
| 5    | 27 | Jean Alesi               | Ferrari            | 82    | +1 krog     | 4      | 2   |
| 6    | 2  | Johnny Herbert           | Benetton-Renault   | 82    | +1 krog     | 7      | 1   |
| 7    | 30 | Heinz-Harald Frentzen    | Sauber-Ford        | 82    | +1 krog     | 8      |     |
| 8    | 26 | Olivier Panis            | Ligier-Mugen-Honda | 81    | +2 kroga    | 9      |     |
| 9    | 7  | Mark Blundell            | McLaren-Mercedes   | 81    | +2 kroga    | 10     |     |
| 10   | 8  | Jan Magnussen            | McLaren-Mercedes   | 81    | +2 kroga    | 12     |     |
| 11   | 15 | Eddie Irvine             | Jordan-Peugeot     | 81    | +2 kroga    | 6      |     |
| 12   | 4  | Mika Salo                | Tyrrell-Yamaha     | 80    | +3 krogi    | 18     |     |
| 13   | 23 | Pedro Lamy               | Minardi-Ford       | 80    | +3 krogi    | 14     |     |
| 14   | 3  | Ukjo Katajama            | Tyrrell-Yamaha     | 80    | +3 krogi    | 17     |     |
| 15   | 24 | Luca Badoer              | Minardi-Ford       | 80    | +3 krogi    | 16     |     |
| 16   | 22 | Roberto Moreno           | Forti-Ford         | 78    | +5 krogov   | 22     |     |
| 17   | 21 | Pedro Diniz              | Forti-Ford         | 77    | +6 krogov   | 21     |     |
| Ods  | 14 | Rubens Barrichello       | Jordan-Peugeot     | 67    | El. sistem  | 11     |     |
| Ods  | 9  | Gianni Morbidelli        | Footwork-Hart      | 63    | Motor       | 19     |     |
| Ods  | 10 | Taki Inoue               | Footwork-Hart      | 38    | El. sistem  | 20     |     |
| Ods  | 17 | Andrea Montermini        | Pacific-Ilmor      | 14    | Menjalnik   | 23     |     |
| Ods  | 25 | Aguri Suzuki             | Ligier-Mugen-Honda | 10    | Zavrten     | 13     |     |
| Ods  | 29 | Jean-Christophe Boullion | Sauber-Ford        | 7     | Zavrten     | 15     |     |
| Ods  | 16 | Bertrand Gachot          | Pacific-Ilmor      | 2     | Menjalnik   | 24     |     |
| Vir: |    |                          |                    |       |             |        |     |